# Ökörszem

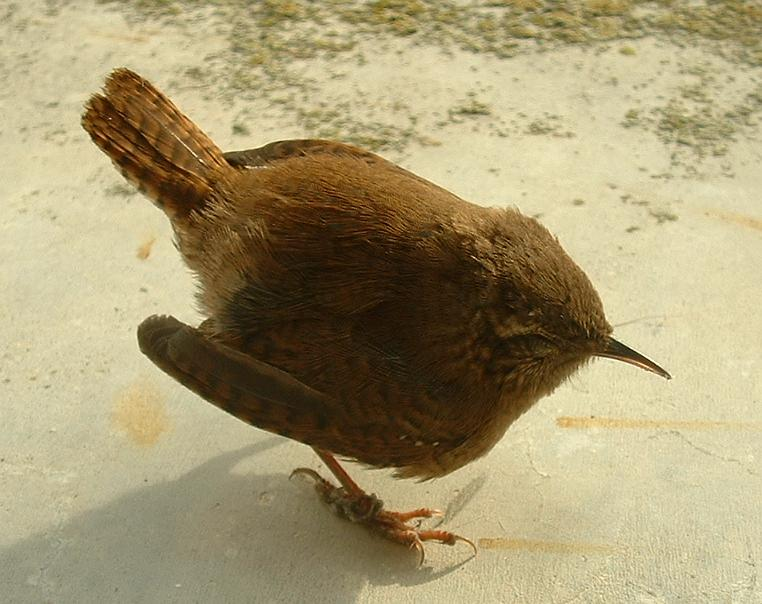

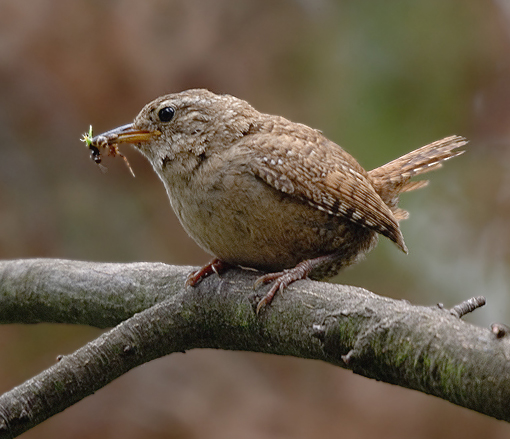

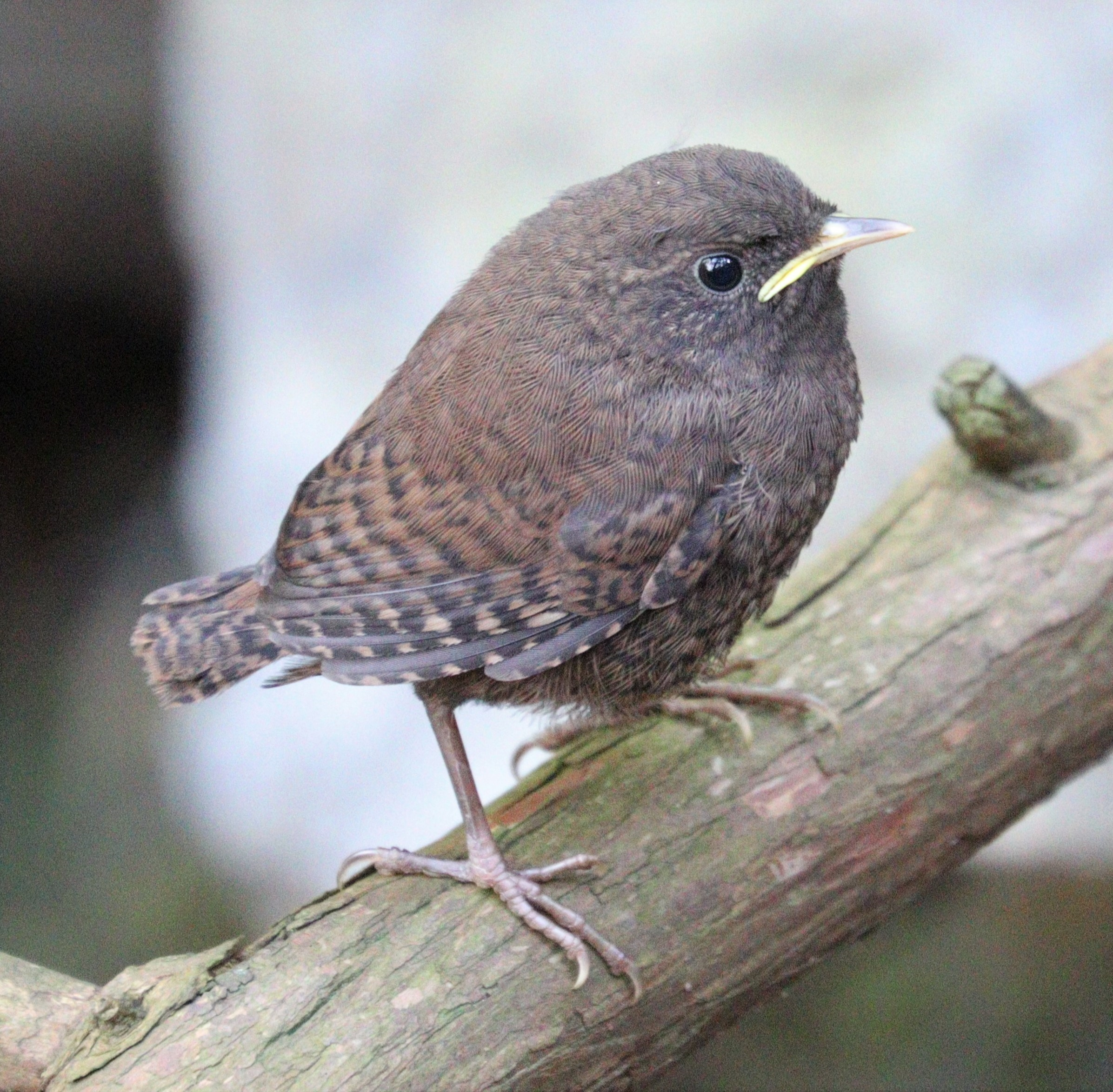
Ökörszem a fán

Az ökörszem (Troglodytes troglodytes) a madarak osztályának verébalakúak (Passeriformes)  rendjébe és az ökörszemfélék (Troglodytidae) családjába tartozó faj. Népiesen csaláncsattogtatónak nevezik.
Az ökörszemfélék családjából ez az egyetlen faj, amelyik Észak- és Dél-Amerikán kívül is előfordul.

## Előfordulása
Európa és Ázsia mérsékelt övi részén honos. Eurázsián kívül Észak-Amerikában is fészkel.
Víz közelében lévő erdők, patakvölgyek aljnövényzetének, páfrány és szedersűrűségek lakója.

## Alfajai
- Troglodytes troglodytes islandicus - Izland
- Troglodytes troglodytes borealis - Feröer-szigetek
- Troglodytes troglodytes zetlandicus - Shetland-szigetek
- Troglodytes troglodytes fridariensis - Fair-sziget (a Shetland-szigetek közelében)
- Troglodytes troglodytes hirtensis - Saint Kilda-szigetcsoport (a Külső-Hebridáktól nyugatra)
- Troglodytes troglodytes hebridensis - a Külső-Hebridák
- Troglodytes troglodytes indigenus - az Ír-sziget és a Brit-sziget
- Troglodytes troglodytes troglodytes - Európa jelentős része és nyugat-Szibéria
- Troglodytes troglodytes kabylorum - Marokkó, Algéria, Tunézia, a Baleár-szigetek és Spanyolország déli része
- Troglodytes troglodytes koenigi - Korzika és Szardínia
- Troglodytes troglodytes juniperi - Líbia északkeleti része
- Troglodytes troglodytes cypriotes - Ciprus, Törökország nyugati és déli része, Szíria, Libanon és Izrael északi része
- Troglodytes troglodytes hyrcanus - a Krím-félsziget, Törökország északi része, a Kaukázus vidéke és Irán északi és nyugati része
- Troglodytes troglodytes tianschanicus - Afganisztán északkeleti része és Közép-Ázsia hegyvidéki területei
- Troglodytes troglodytes subpallidus - Irán északkeleti része, Türkmenisztán, Üzbegisztán déli része és Afganisztán északnyugati része
- Troglodytes troglodytes magrathi - Afganisztán délkeleti része és nyugat-Pakisztán
- Troglodytes troglodytes neglectus - a Himalája nyugati vonulatai
- Troglodytes troglodytes nipalensis - a Himalája középső és keleti vonulatai
- Troglodytes troglodytes idius - Közép-Kína északi része
- Troglodytes troglodytes szetschuanus - Közép-Kína nyugati része
- Troglodytes troglodytes talifuensis - Dél-Kína és északkelet-Mianmar
- Troglodytes troglodytes dauricus - Szibéria délkeleti része, északkelet-Kína, a Koreai-félsziget és a Tsushima-sziget
- Troglodytes troglodytes pallescens - Kamcsatka és a Parancsnok-szigetek
- Troglodytes troglodytes kurilensis - a Kuril-szigetek északi szigetei
- Troglodytes troglodytes fumigatus - a Kuril-szigetek déli szigetei, Szahalin és Japán
- Troglodytes troglodytes mosukei - Izu-szigetek
- Troglodytes troglodytes ogawae - Jakusima és Tanegasima
- Troglodytes troglodytes taivanus - Tajvan

## Megjelenése
Testhossza 9–10 centiméter, szárnyfesztávolsága 13–17 centiméter, testtömege pedig 7–12 gramm. Fahéjbarna tollazata van. Rövid farkát felfelé tartja.

## Életmódja

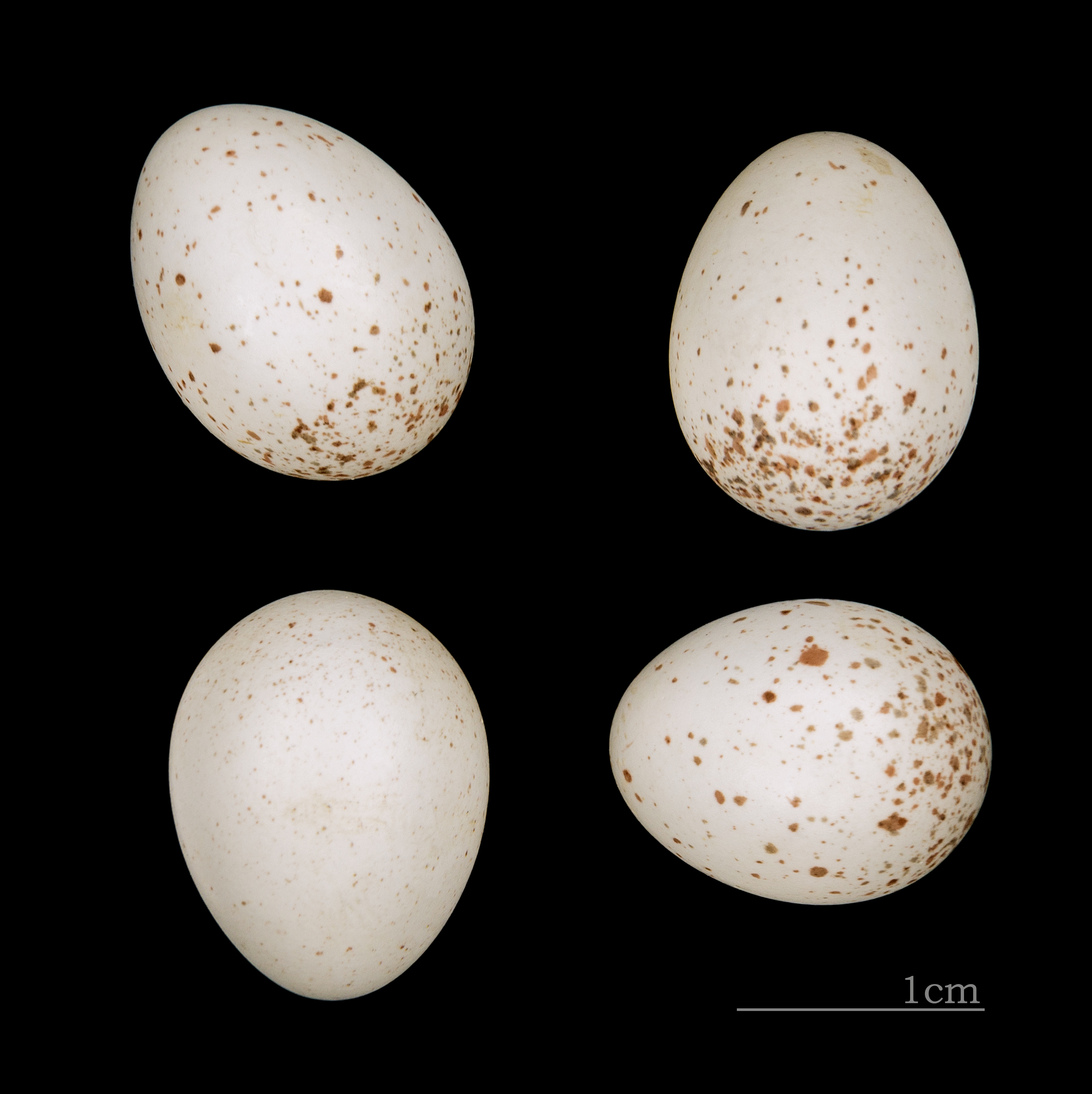
Troglodytes troglodytes

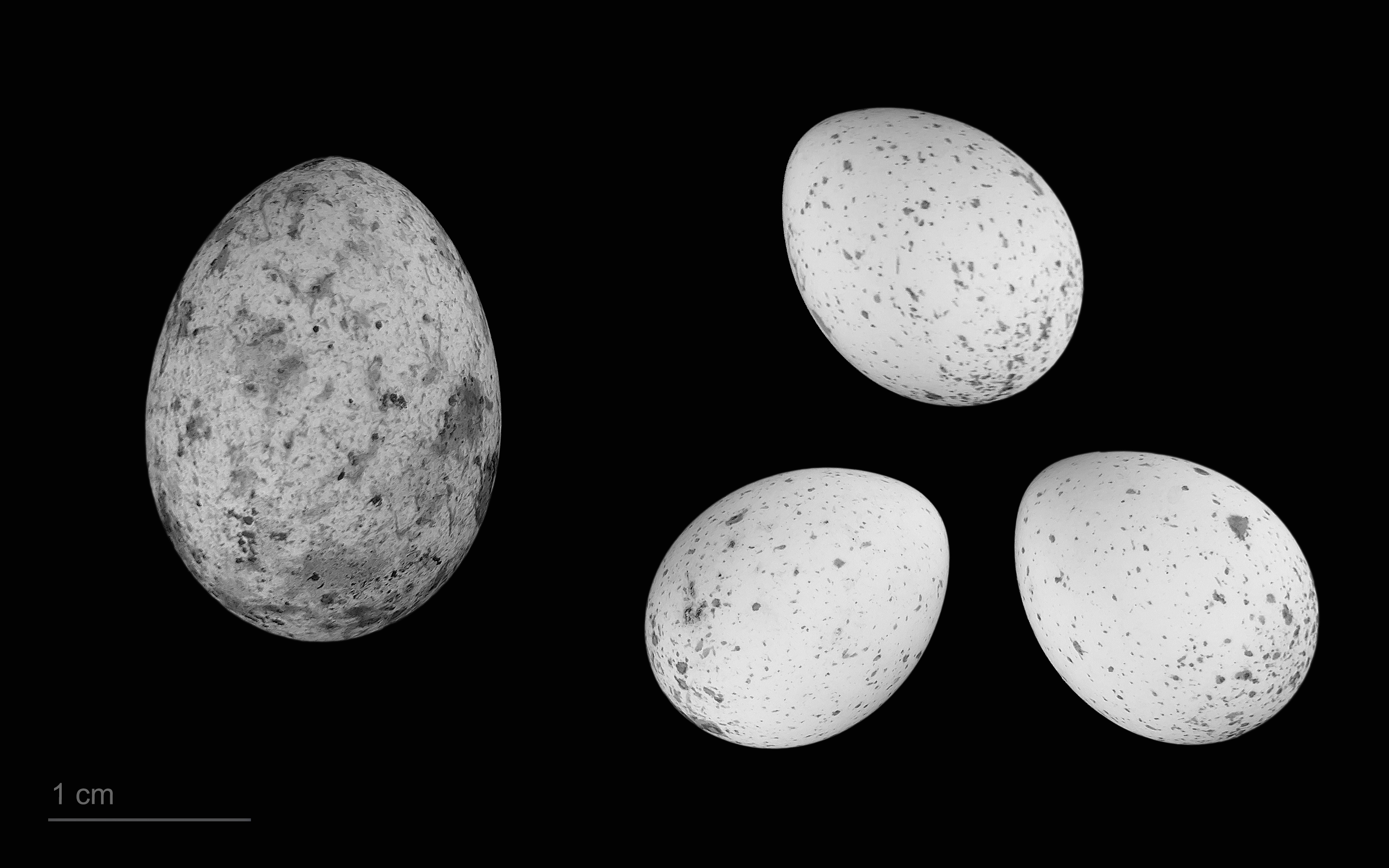
Cuculus canorus canorus + Troglodytes troglodytes

Rovarokkal, pókokkal, bábokkal és petékkel táplálkozik, melyet rőzserakások, gyökerek közt keresgél. Az ökörszem 6 évig él.

## Szaporodása

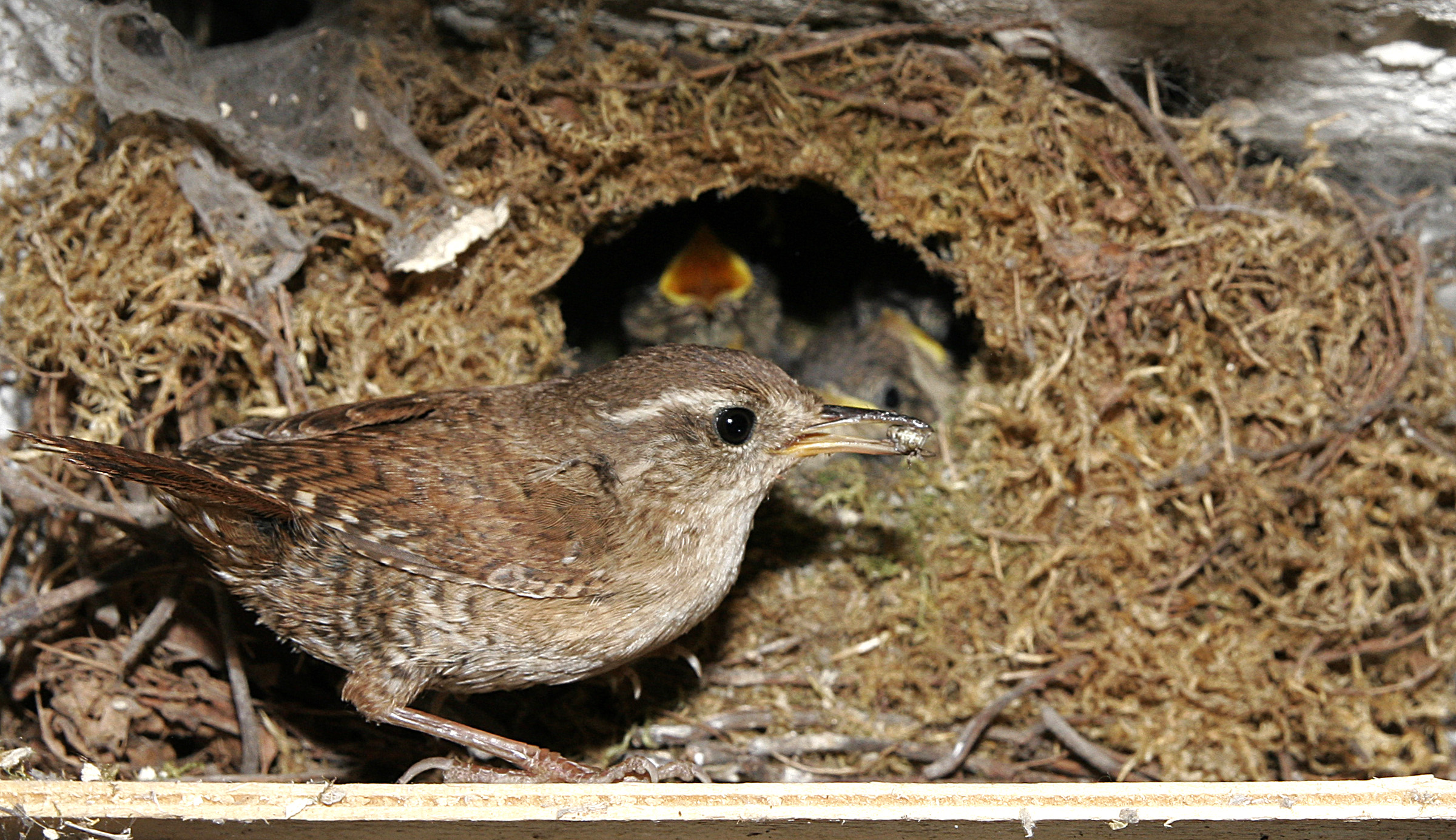
Ökörszem a fészkénél

Az ivarérettséget egyéves korban éri el. A költési időszak áprilistól júliusig tart. Évente kétszer is költ. A hím több fészket készít, amiből a tojó kiválaszt egyet. Fészekalja 6-7 tojásból áll, melyen 14 napig kotlik. A fiókák még 17 napig tartózkodnak a fészekben. A fészekparazita kakukk elég gyakran megtiszteli a tojásának kikeltésével.

## Kárpát-medencei előfordulása
Magyarországon rendszeres fészkelő, nem vonuló madár.